# Helina veniseta
Helina veniseta este o specie de muște din genul Helina, familia Muscidae, descrisă de Carroll William Dodge în anul 1967. Conform Catalogue of Life specia Helina veniseta nu are subspecii cunoscute.